# Počítačové reproduktory

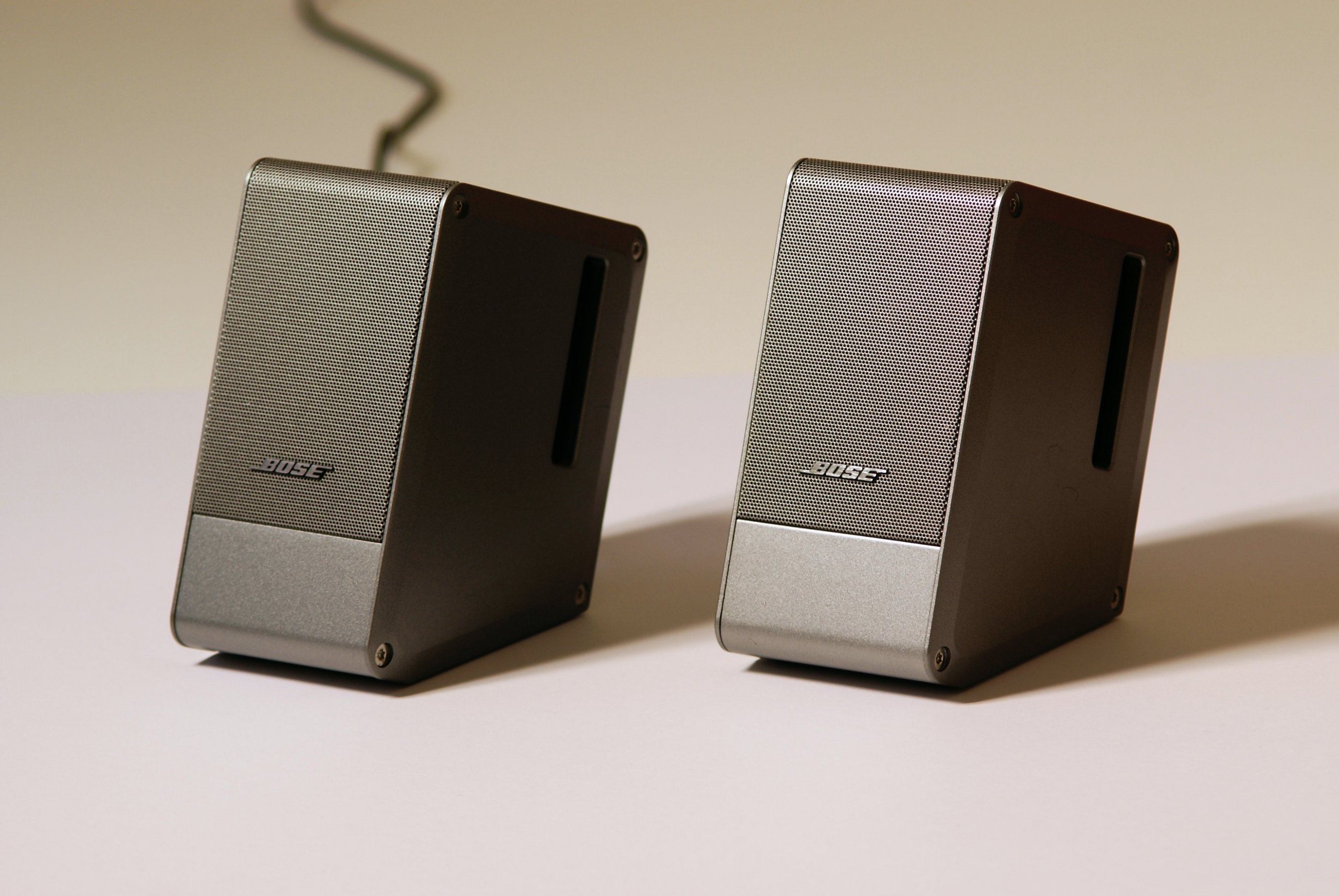
Počítačové reproduktory

Počítačové reproduktory (anebo též multimediální reproduktory), jsou počítačový hardware a výstupní jednotka počítače, která umožňuje reprodukovat signály z počítače ve formě zvuku (hudba, slovo, zvukové efekty a pod.)
Je to externí reproduktorová soustava, většinou s integrovaným zesilovačem. K počítači se připojuje standardním audio 3.5mm stereo jack konektorem. Barevné označení konektoru (zásuvky na zvukové kartě a zástrčky) je zelená. Některé reproduktory používají i Cinch (RCA) konektory. Existují i reproduktory připojené přes USB port. Počítačové reproduktory jsou standardní součástí osobního počítače. Vyrábějí se v široké varietě rozměrů, tvarů, kvalitě, ceně a druhu. Typické počítačové reproduktory jsou plastové skřínky napájené síťovým adaptérem, vybavené ovládáním hlasitosti a vypínačem, s výstupným hudebním výkonem 1 – 2 W. Dražší reproduktory jsou vybavené i dalšími ovládacími prvky (basy, vyvážení a pod.). Vyrábějí se i reproduktorové soustavy 2.1, 4.1, 5.1 a 7.1 (údaj za tečkou znamená počet subwooferů (basových reproduktorů), údaj před tečkou znamená počet satelitů reproduktorové soustavy (např. 5.1 znamená dva přední, dva zadní, střední reproduktor a subwoofer). Záleží na umístění počítače a nároků na zvuky.
Zabudovaný zesilovač vyžaduje externí napájení (obvykle síťovým adaptérem).
Někdy jsou reproduktory zabudované v těle počítače (jeho systémové jednotce) např. u notebooku, anebo jsou součástí monitoru.